# 나의 20세기
나의 20세기(Az En Xx. Szazadom, My 20th Century)는 쿠바에서 제작된 일디코 엔예디 감독의 1989년 코미디, 드라마 영화이다. 도로사 세그다 등이 주연으로 출연하였다.

## 출연

### 주연
- 도로사 세그다

### 조연
- 피터 안도레이
- 귤라 케리
- 파울루스 만케르
- 가보 메이트
- 샌더 테리
- 올레그 얀코브스키